# Hans-Heinrich Harms (Geistlicher)
Hans-Heinrich Harms (* 4. Juli 1914 in Scharmbeck; † 13. April 2006 in Oldenburg) war ein deutscher Geistlicher. Er war von 1967 bis 1985 Bischof der Evangelisch-lutherischen Kirche in Oldenburg.

## Familie und Ausbildung
Nach dem Besuch von Schulen in Osterholz-Scharmbeck und Bremen und seinem Abitur im Jahr 1932 entschied sich der in Niedersachsen als Sohn von Christine Harms, geborene Tapking, und des Kaufmanns Wilhelm Harms geborene Hans-Heinrich Harms für das Studium der Evangelischen Theologie und nahm dieses im selben Jahr auf. Studienorte waren Göttingen, Bonn und Princeton/USA. Nach seinem 1. Theologischen Examen absolvierte Harms ab 1937 sein Vikariat in Gadenstedt bei Peine. Im selben Jahr schloss er sein Studium ab. Am 14. Mai 1939 wurde er in Duderstadt als Pfarrer der Evangelisch-lutherischen Kirche ordiniert. 1940 heiratete er Marianne Kiel. Aus der Ehe gingen die Töchter Anne Dorothea und Ulrike Harms hervor. Von 1939 bis 1945 leistete er Wehrdienst und geriet in Kriegsgefangenschaft. Im Mai 1941 war Harms mit einer Arbeit über Niedersächsische Antworten auf das Augsburger Interim an der Universität Göttingen zum Dr. theol. promoviert worden.

## Weitere Stationen
Harms gehörte während der Zeit des Nationalsozialismus der Bekennenden Kirche an. Gleich zu Anfang des Zweiten Weltkriegs wurde er zur Wehrmacht eingezogen. 1943 erfolgte die Berufung auf die Göttinger Pfarrstellen der Evangelisch-lutherischen Kirchengemeinden Roringen und Herbershausen. Von 1949 bis 1951 war Harms als Studieninspektor beim Bremer Studienhaus Göttingen tätig. Von 1950 bis 1952 wirkte er als Oberkirchenrat im Referat für ökumenische Fragen des Kirchlichen Außenamts der EKD in Frankfurt am Main. Ab August 1952 arbeitete er als Referent beim Ökumenischen Rat der Kirchen in Genf, bis 1962 als Sekretär und (ab 1954) als beigeordneter Direktor der Studienabteilung. Von 1958 bis 1967 war er Sekretär und beratender Sekretär der Konferenz Europäischer Kirchen. Vom 1. April 1960 bis zum 30. September 1967 war er Hauptpastor an der Hauptkirche St. Michaelis in Hamburg sowie als Senior Stellvertreter des Bischofs der Evangelisch-Lutherischen Kirche im Hamburger Staate.
Ab 1962 war er Vorsitzender des Deutschen Evangelischen Missionsrates und des Deutschen Evangelischen Missionstages.
Am 1. März 1967 wurde Harms zum Bischof der Evangelisch-lutherischen Kirche in Oldenburg gewählt und am 11. Oktober 1967 in der Oldenburger Lambertikirche in dieses Amt eingeführt.
Neben seiner bischöflichen Tätigkeit war Hans-Heinrich Harms in zahlreichen Ehrenämtern tätig. Dazu gehörte der Vorsitz der Arnoldshainer Konferenz (1972–1976) und die Mitwirkung an der Gründung des Evangelischen Missionswerkes (EMW), dessen erster Vorsitzender er im Bereich der Bundesrepublik Deutschland und Berlin West von 1975 bis 1980 war. Ab 1974 war er Ratsmitglied der Evangelischen Kirche in Deutschland. Von 1974 bis 1975 war er Vorsitzender des Verbindungsausschusses der Evangelischen Arbeitsgemeinschaft der Weltmission. Harms gehörte dem Rat der Evangelischen Kirche in Deutschland (1973–1985) an und war Moderator der Kommission für Glauben und Kirchenverfassung des ÖRK (1967–1971).
Harms beteiligte sich an der ökumenischen Arbeit der 3. Christlichen Friedenskonferenz (CFK), die 1960 in Prag stattfand. Von 1961 bis 1968 und 1975 bis 1983 gehörte er Zentralausschuss des Ökumenischen Rats der Kirchen, von 1975 bis 1983 auch dessen Executivausschuss an.

## Bedeutung
Durch sein großes Engagement für die Ökumene war Harms weit über die Grenzen der Ev.-Luth. Kirche in Oldenburg hinaus bekannt. Am Herzen lag ihm vor allem der lutherisch-katholische Dialog, er stand in lebhaftem Austausch mit dem Deutschen Katholischen Missionsrat. Ein weiterer Schwerpunkt seiner Tätigkeit war die seelsorgerliche Begleitung und geistliche Zurüstung der Pastorenschaft.

## Ehrungen
Am 3. Februar 1963 erhielt Harms in Anerkennung seiner Verdienste die theologische Ehrendoktorwürde der Theologischen Fakultät der Universität Göttingen, an der er auch zeitweise Lehrbeauftragter war. 1980 wurde er mit dem Großen Verdienstkreuz des Niedersächsischen Verdienstordens ausgezeichnet.

## Schriften (Auswahl)
- Bekenntnis und Kircheneinheit bei den Jungen Kirchen. 1952.
- als Hrsg.: Die Kirche von England und die anglikanische Kirchengemeinschaft (= Die Kirchen der Welt. Reihe A, Band 5). Stuttgart 1966.
- als Hrsg.: Die Wischmann-Briefe 1939-1945. Mit einem Geleitwort von Landesbischof D. Hermann Dietzfelbinger. Stuttgart 1973.